# Schwalmtal (Hessen)
Schwalmtal település Németországban, Hessen tartományban. Lakosainak száma 2891 fő (2023. december 31.).

## Népesség
A település népességének változása:
| Lakosok száma | 2788 | 2783 | 2791 | 2903 | 2891 |
|               | 2017 | 2019 | 2021 | 2022 | 2023 |